# Oxus-civilisationen
Oxus-civilisationen eller det Bactria–Margiana arkæologiske kompleks (forkortet BMAC – udtalt “bimak”) er den arkæologiske betegnelse for en bronzealdercivilisation i det sydlige Centralasien. Den blomstrede mellem Bactria og Margiana (nutidens Turkmenistan, Usbekistan og Afghanistan) mellem slutningen af det 3. og begyndelsen af det 2. årtusind før vor tid (ca. 2300-1700). Denne civilisation, som kendetegner Centralasien på tidspunktet for tidlig bronzealder, blev hovedsageligt identificeret af sovjetiske arkæologer fra udgravninger, der begyndte i 1950'erne.

## Opdagelse
Civilisationen blev navngivet BMAC af den sovjetiske arkæolog Viktor Sarianidi i 1976, i perioden (1969-1979), hvor han ledede udgravninger i det nordlige Afghanistan. Sarianidis udgravninger fra slutningen af 1970'erne og frem afslørede adskillige monumentale strukturer på mange steder, befæstet af imponerende mure og porte. Rapporter om BMAC var for det meste begrænset til sovjetiske tidsskrifter. I Sovjetunionens tid var resultaterne stort set ukendte for Vesten, indtil Sarianidis arbejde begyndte at blive oversat i 1990'erne. Nogle publikationer af sovjetiske forfattere, såsom Masson, Sarianidi, Atagarryev og Berdiev, var imidlertid tilgængelige for Vesten, oversat i første halvdel af 1970'erne, lidt før Sarianidi benævte kulturen BMAC.